# Thabit
Thabit (upsilon Orionis) is een ster in het sterrenbeeld Orion. Thabit bevindt zich een tweetal graden ten zuidwesten van de Orionnevel (Messier 42).
Waarnemers in de Benelux kunnen, aan de hand van Upsilon Orionis (Thabit), op zoek gaan naar de gordel van geostationaire satellieten. De telescoop met volgmechanisme dient naar Upsilon Orionis gericht te worden, de geostationaire satellieten bewegen traag doorheen het beeldveld. De zich vijf graden oostelijk van Upsilon Orionis bevindende ster 55 Orionis en het schijnbaar dichtbij bevindende sterrenstelsel NGC 2110 kunnen ook als gidsobjecten worden aangewend om op zoek te gaan naar geostationaire satellieten.
Thabit is ook de benaming van de ster Pi3 Orionis ten westen van Bellatrix.